# 馬里昂縣 (喬治亞州)
馬里昂縣（英語：Marion County）是位於美國喬治亞州西部的一個縣。面積952平方公里。根據美國2000年人口普查，共有人口7,144人。縣治布尤納維斯塔（Buena Vista）。
成立於1827年12月14日。縣名紀念美國獨立戰爭時期將領法蘭西斯·馬里昂（Francis Marion）。
32°21′N 84°32′W / 32.35°N 84.53°W